# Piero Soderini
Piero di Tommaso Soderini (Firenze, 1452 – Róma, 1522. június 13.) Firenze gonfalonieréje (1502. szeptember 10. – 1512).

## A gonfaloniere
Négy évvel Savonarola (1452-1498) halála után úgy próbálták megerősíteni a firenzei kormányt, hogy élethossziglan neveztek ki egy gonfalonierét. Erre a célra Piero Soderinit szemelték ki, aki becsületes és dolgos tisztviselő volt, de teljesen jelentéktelen ember. Soderini neve különben is egyre inkább elhomályosult egy viszonylag alacsony beosztású kormánytisztviselő (Niccolò Machiavelli – 1469-1527) híre mellett, akivel Soderini minden fontosabb dolgot megbeszélt. Beleegyezett, hogy a Signoria engedélyével felállítsák a nemzeti milíciát és Machiavellire bízta a szervezési munkát. Giovanni de’ Medici bíboros spanyol hadai 1512-ben megszállják Prato városát és kifosztják. Firenzében a Medici-hívek egy csoportja a Palazzo della Signoriához ment, és Soderini leváltását követelte. Soderini készen állt erre és el is akart menekülni, amíg arra lehetőség nyílott. Elküldte Machiavellit, hogy menlevelet kérjen a számára. 1512. szeptember 1-jén – azon a napon, amikor Giovanni bíboros öccse, Giuliano de’ Medici (1479–1516) bevonul a városba – a gonfalonierét kikísérik Firenzéből. A dalmát tengerpartra indult száműzetésbe.